# Pedro Roldán
Pedro Roldán y Fresneda (Sevilla, 14 de enero de 1624-Ibídem, 3 de agosto de 1699) fue un escultor español del Barroco. Fue padre de la escultora Luisa Roldán, conocida como la Roldana.

## Biografía

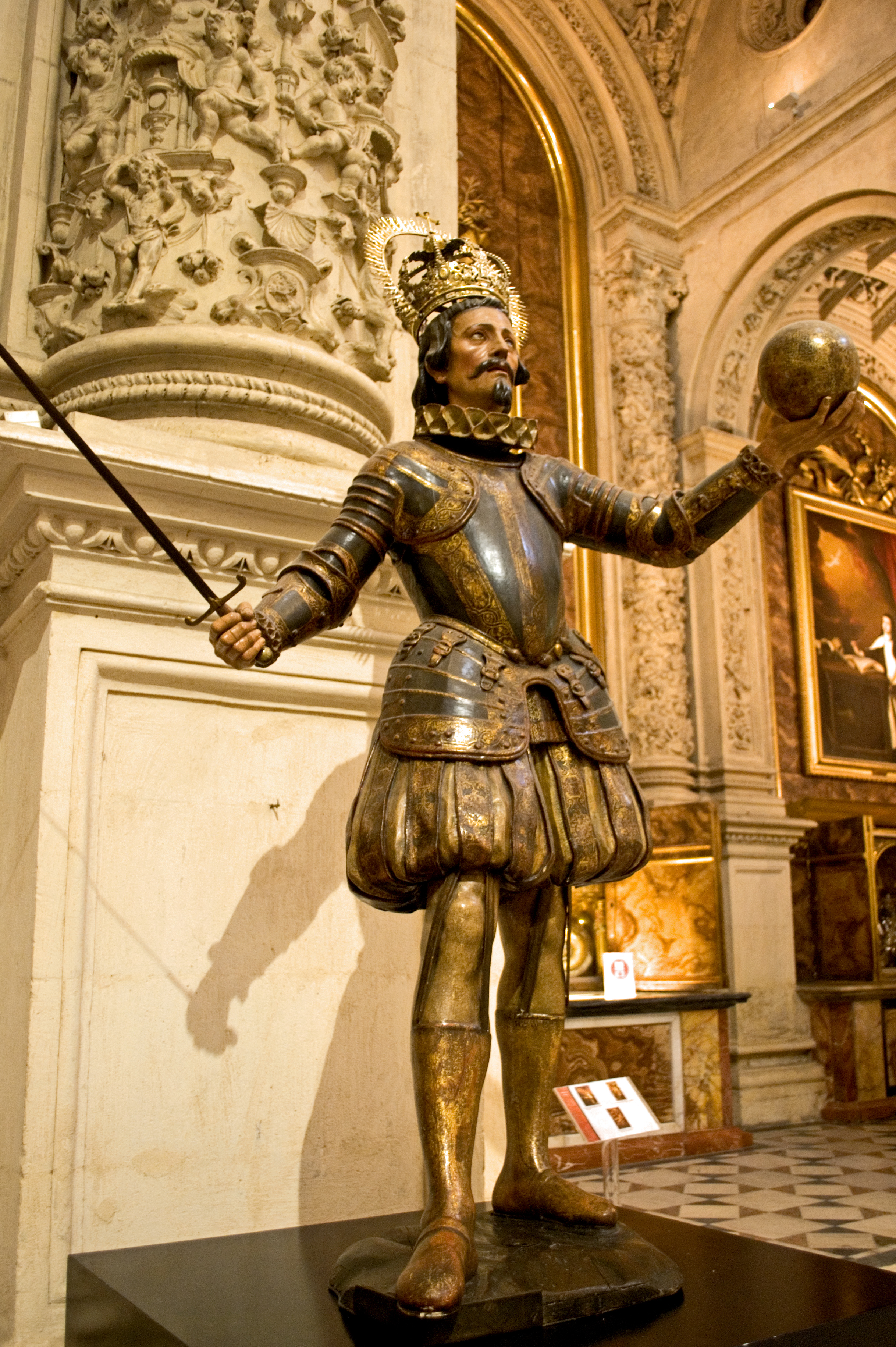
Escultura del rey Fernando III de Castilla (1671). El rey santo es representado con la espada Lobera en una mano y el orbe en la otra, símbolos tradicionales de su poder. Catedral de Sevilla.

La familia Roldán, aunque con orígenes medievales en León, se había instalado en la ciudad de Antequera, en aquel entonces perteneciente al Reino de Sevilla, ya desde el siglo XV. Su padre fue Marcos Roldán, carpintero, y su madre fue Isabel de Fresneda u Onieva, ambos se habían casado en 1609 y eran vecinos de Antequera. En esa ciudad tuvieron a ocho de sus nueve hijos, tanto anteriores como posteriores a Pedro. En 1624 Pedro Roldán y Onieva nació ocasionalmente en Sevilla, a donde la familia se había desplazado por una obra encargada al padre. Fue bautizado el 14 de enero en la parroquia del Sagrario, pero poco después la familia regresa a Antequera, donde nacen el resto de hermanos. En fecha desconocida, la familia se traslada igualmente a Orce, provincia de Granada, por razones laborales del padre, lugar donde a éste le sorprende la muerte. Durante varias décadas del siglo XX se consideró que podía ser natural de Antequera o de Orce, pero en la segunda mitad del siglo esto se descartó.
En 1638, con catorce años, Pedro Roldán se trasladó a Granada para ser aprendiz de Alonso de Mena. El 1 de octubre de 1642 contrajo matrimonio en la iglesia de San Nicolás, en el barrio del Albaicín, con Teresa de Jesús Ortega y Villavicencio. Es probable que Teresa fuese pariente de Mena.  La primera hija del matrimonio, de nombre María, fue bautizada el 14 de agosto de 1644 en la iglesia de San Nicolás de Granada.
En 1646 falleció Alonso de Mena, que dejó como director del taller a Bernardo de Mora. En 1647 Pedro se trasladó a Sevilla. Puso su propio taller en la plazuela de Valderrama, en el barrio de San Marcos. Su primer aprendiz fue Miguel Benito. En 1651 se mudó al barrio de Santa Marina. Ahí nacieron sus hijas Fernanda y Luisa Ignacia. A los 31 años se fue a vivir a la calle Colcheros (actual calle Tetuán), y poco después se mudó a la calle de la Muela (actual calle O'Donnell), donde vivió unos 10 años. En esta zona nacieron Isabel, Teresa, los mellizos Ana Manuela y Marcelino José y Pedro de Santamaría, que fueron bautizados en la iglesia de la Magdalena.
En 1645 Marcos, hermano de Pedro, se casó en Archidona con Inés de la Hixa. Tuvieron tres hijos: Julián, Pedro y Manuel. Estos se mudaron posteriormente a Sevilla y dos de ellos terminaron trabajando en el taller de su tío, Pedro Roldán.

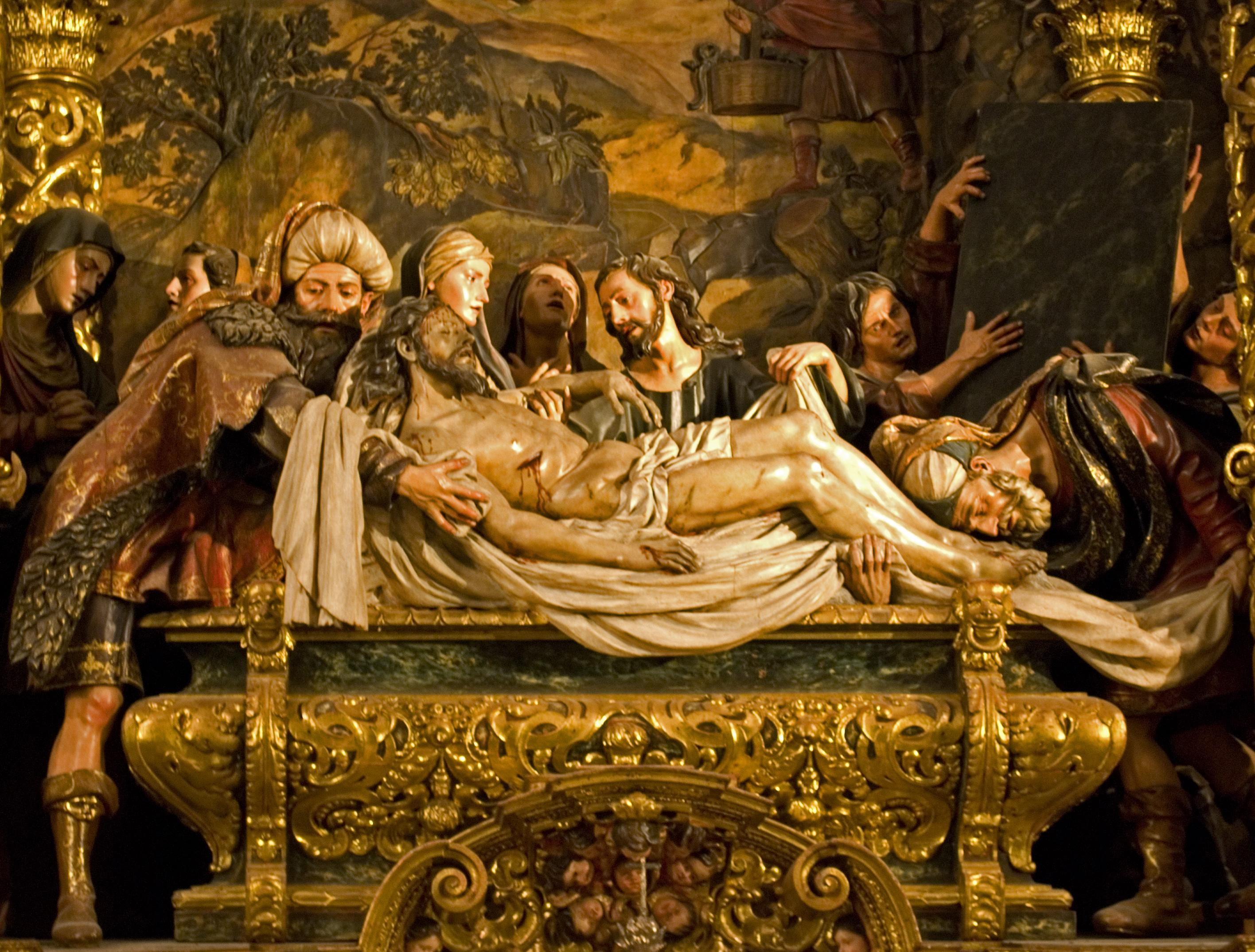
Santo Entierro. Retablo mayor de la iglesia de San Jorge, hospital de la Caridad, Sevilla.

En 1658 Juan de Valdés Leal fue padrino de bautismo de la cuarta hija de Pedro, Isabel. Ese mismo año Valdés Leal y Pedro Roldán firmaron un escrito en el que argumentaban que ellos ya tenían conocimientos de pintura y dorado, y que por ello solicitaban una licencia para poder ejercer también de esos oficios.
Debió de efectuar algún viaje a Granada antes de 1660, en el que conoció la obra de Alonso Cano y Pedro de Mena. Fue padrino de bautismo en la iglesia de la Magdalena de un sobrino de Pedro de Mena, hijo de su hermana, Sebastiana de Mena y Medrano, y de Juan Pérez Crespo.
En 1660 el pintor Bartolomé Esteban Murillo creó su Academia de Arte para enseñar dibujo y pintura. Esta academia tuvo su sede en la Casa Lonja. Pedro Roldán fue alumno de esta academia entre 1662 y 1672.
En 1665 compró un corral de vecinos en la plazuela de Valderrama (la misma zona donde puso su primer taller en Sevilla). Dedicó varias casas del corral para su vivienda y otras para que le sirviesen de taller. En 1667 compró un solar junto a dicho corral, que empleó para ampliar sus inmuebles. Posteriormente, reservó toda esta zona para su vivienda y creó en otro lugar de la ciudad un gran taller a base de comprar solares entre los barrios de San Marcos y San Isidoro. Con esto, consiguió tener una gran vivienda y uno de los talleres artesanales más grandes de Andalucía.
En 1665 adquirió un solar en la calle Beatos y en 1674 el Cabildo Catedralicio le cedió un solar en la aneja calle Rascaviejas. Posteriormente, construyó una casa que ocupaba ambos solares y vivió ahí el resto de su vida. Tras su muerte, la casa fue comprada por su nieto, Pedro Duque y Cornejo.
Entre 1675 y 1684 realizó diversos viajes por Andalucía. En ellos, realizó obras en Jaén, Córdoba, Jerez de la Frontera, Puerto de Santa María, Villamartín, Cádiz, Medina Sidonia y otros lugares. En Jaén él y su sobrino, Julián Roldán, realizaron algunos relieves para la catedral. En diciembre de 1678 recibió el encargo del Cabildo de la colegiata del Salvador de regresar a Jaén para que Eufrasio López de Rojas, arquitecto real, diese su aprobación a la planta del templo.
En torno a 1685 se construyó una casa en Mairena del Alcor. Visitó esta casa asiduamente entre 1685 y 1690. Murió en 1699. Fue enterrado en una cripta situada bajo el retablo del Rosario de la iglesia de San Marcos.

## Descendencia
Pedro Roldán tuvo ocho hijos de su matrimonio con Teresa de Jesús Ortega y Villavicencio, que colaboraron ampliamente en su taller, y de los que alguno adquirió relieve propio.
- María Josefa Roldán (1644), hija mayor del matrimonio Roldán, practicó la escultura y contrajo matrimonio con el escultor Matías de Brunenque.
- Francisca Roldán, (1651), se encargaba del encarnado de las imágenes, contrajo matrimonio con el escultor José Felipe Duque Cornejo. Su hijo fue el también escultor Pedro Duque y Cornejo, maestro del barroco sevillano en el siglo XVIII.
- Luisa Roldán (1652), conocida como la Roldana, una de las principales escultoras del barroco andaluz, casada con el dorador Luis Antonio de los Arcos.
- Isabel Roldán (1657), ahijada de Valdés Leal y casada con Alejandro Martagón, colaborador del taller.
- Teresa Roldán (1660), casó con Manuel Caballero y en segundas nupcias con Pedro de Castillejos.
- Marcelino José Roldán (1662), escultor y director del taller a la muerte de su padre. Sus hijos Jerónimo y Diego también fueron escultores.
- Ana Marcela Roldán (1662), se casó dos veces.
- Pedro de Santa María Roldán (1665), también escultor aunque sin mucho éxito.

## Estilo
Sus esculturas tienen un estilo sencillo y mesurado. Sus obras no son nada complejas, aunque en ocasiones las dotó de la simbología religiosa habitual. En Granada, con Alonso de Mena, aprendió cierto manierismo, aunque también empezó a hacer obras más realistas. En Sevilla aprendería formas barrocas. Entre 1666 y 1685 empezó a hacer obras barrocas con características más personales y originales, lo que siguió haciendo hasta 1699. Entre 1685 y 1699 no se aprecian más variaciones en su estilo.

## Obras destacadas

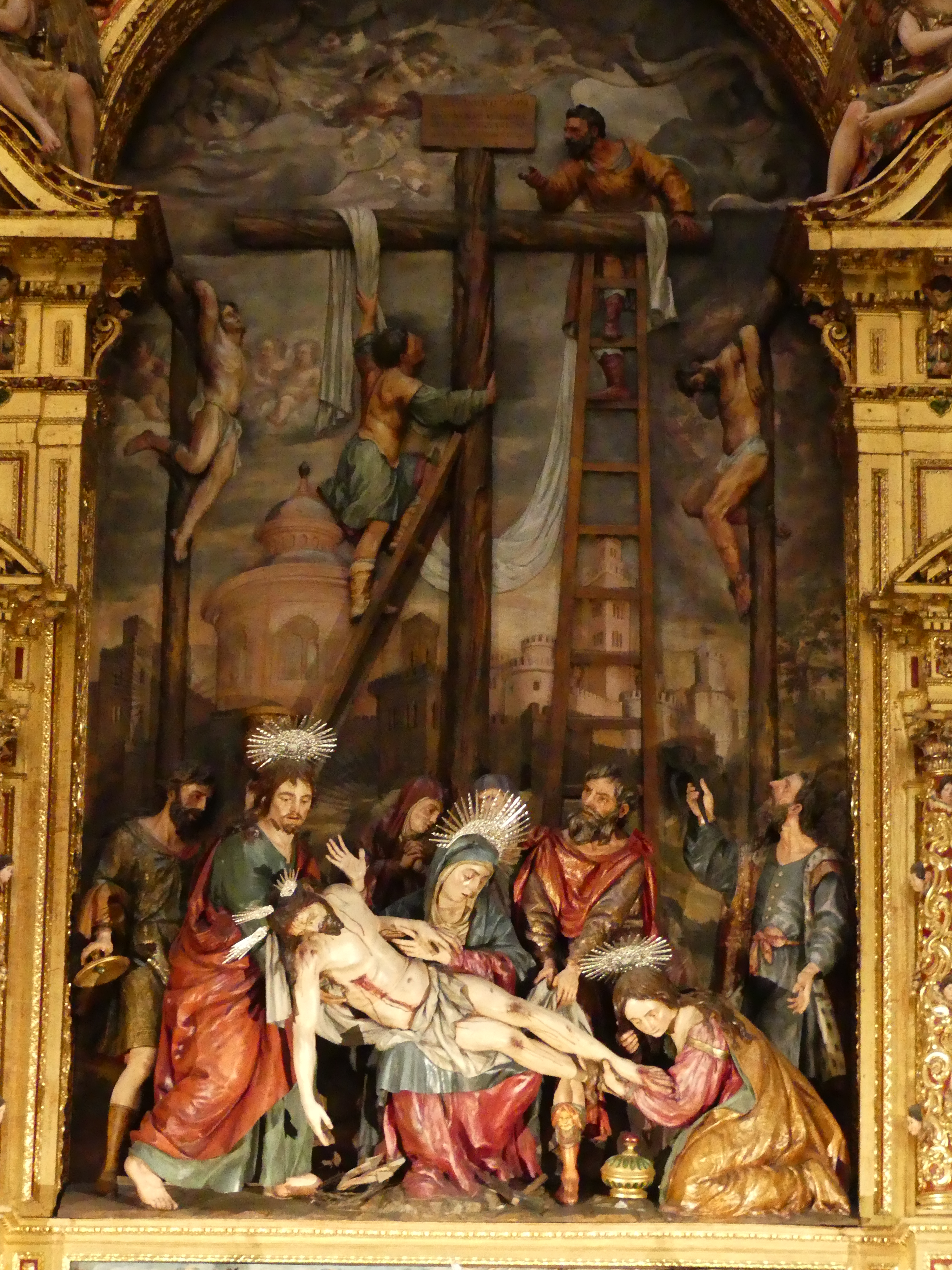
Relieve del Descendimiento de Cristo en el retablo mayor de la iglesia del Sagrario, Sevilla.

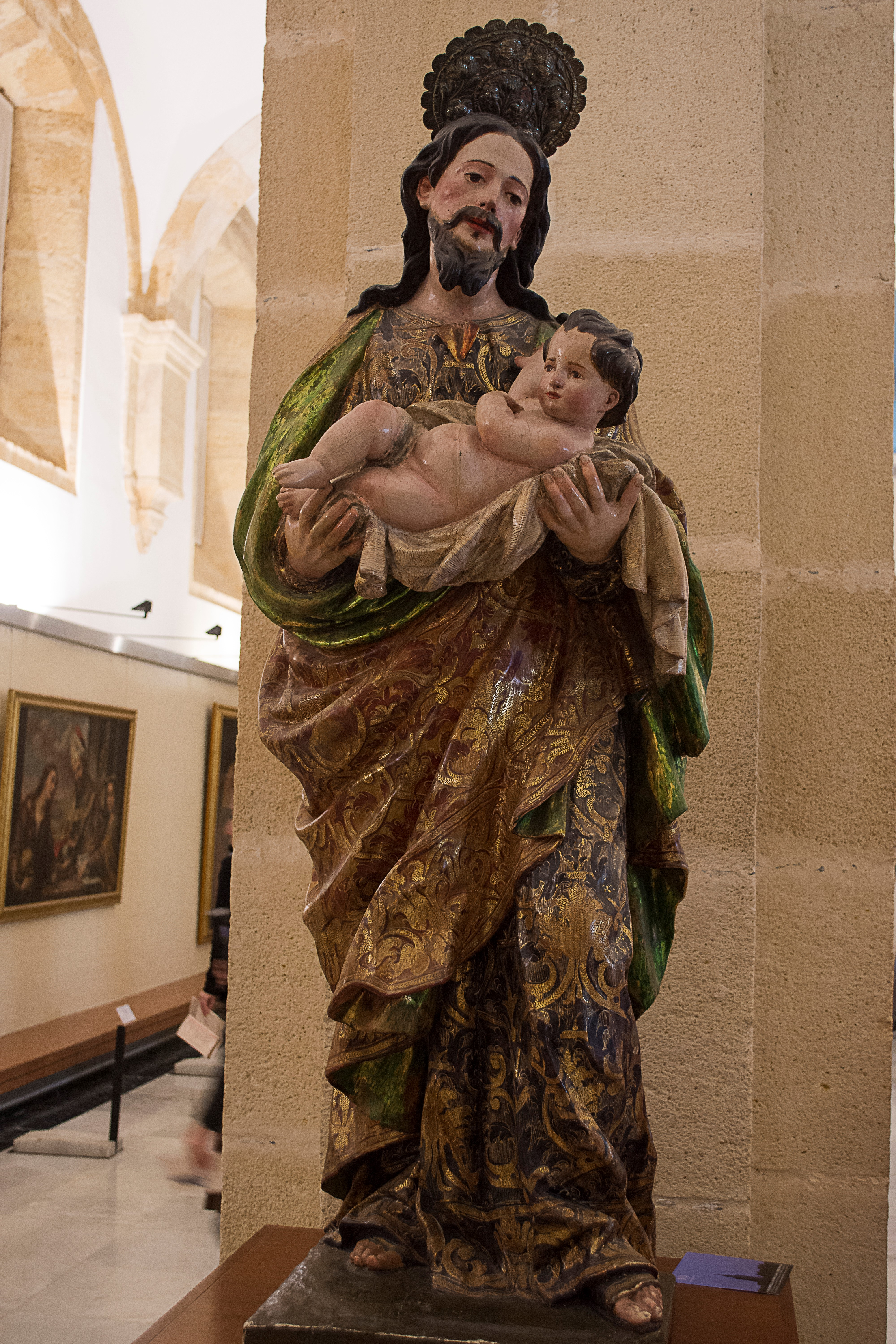
San José con el niño (1664) en la catedral de Sevilla.

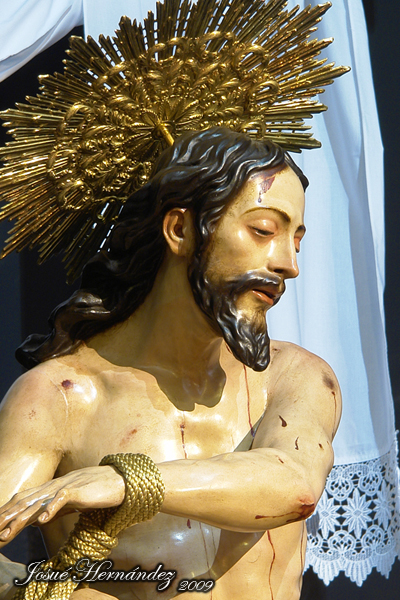
Cristo atado la columna (1689) en la iglesia de San Juan Bautista de la Villa de La Orotava.

- 1650-1651. Virgen de la Antigua: Realizada para la Cofradía de Nuestra Señora de la Antigua, sita en la iglesia de la Magdalena. En la actualidad se venera como Virgen de los Siete Dolores en la iglesia de Santiago. Sevilla.[20][21][22]
- 1652. Esculturas del retablo mayor de la iglesia de Santa Ana. Montilla, provincia de Córdoba.[21][23]
- 1653-1655. Arquitectura del colegio de las Becas. Sevilla. Desaparecido.[21]
- 1656. Esculturas para el colegio de las Becas. Sevilla. Desaparecidas.[21]
- 1657. Piedad para la iglesia de San Juan de Palma. Sevilla. Desaparecida.[21]
- 1657-1658. Arcángel San Miguel para la iglesia de San Vicente. Sevilla.[21][23]
- 1659. Relieves del paso de la Hermandad de la Quinta Angustia. Desaparecidos.[21]
- 1660. Yeserías de la iglesia de Santa María la Blanca. Sevilla.[21]
- 1660. Figuras del Descendimiento de Cristo (Jesús, san Juan, los Santos Varones y las Tres Marías), iglesia de la Magdalena. Titulares de la Hermandad de la Quinta Angustia. Sevilla.[24][22][25][26]
- 1661. Relieves y yeserías para el convento de Regina Angelorum. En la actualidad están en un retablo de la capilla del Rosario de la Real Maestranza de Caballería. Sevilla.[21][22]
- 1663. Virgen del Rosario, parroquia de Santa María Magdalena. Sevilla.[27]
- 1664. San José con el niño. Catedral de Sevilla.[23]
- 1665. Urna para la Cofradía del Santísimo Nombre de Jesús. Desaparecida.[27]
- 1667. Relieve del Descendimiento de Cristo para la capilla de los Vizcaínos del convento Casa Grande de San Francisco. Sevilla. En la actualidad está en el retablo mayor de la iglesia iglesia del Sagrario. Sevilla.[28]
- 1667. Urna para la Cofradía de Nuestra Señora del Carmen. Córdoba.[27]
- 1669. Relieves en los altos de la capilla de los Vizcaínos de la desaparecida iglesia de San Francisco. Desaparecidos.[27]
- 1670-1673. Esculturas del retablo mayor de la iglesia de San Jorge (hospital de la Caridad): Santo Entierro, san Jorge, san Roque y Cristo de la Caridad. Sevilla.[29]
- 1671. San Fernando. Sacristía mayor de la catedral de Sevilla. Realizado con motivo de la canonización del rey. Realizó varias réplicas, como la que se encuentra en la iglesia de Santiago de Carmona.[30]
- 1672. Santa Ana y la Virgen. iglesia de Santa Cruz. Sevilla.[31]
- 1672. Esculturas del retablo de Nuestra Señora de la Alegría de la iglesia de San Bartolomé de Sevilla. En la actualidad solo se conserva una figura de san Ignacio de Loyola en la capilla del Sagrario de dicho templo.[27]
- 1673-1681. Retablo mayor de la iglesia de Santiago. Carmona.[27]
- 1673. Retablo de las Ánimas, iglesia de Santiago. Alcalá de Guadaíra, provincia de Sevilla.
- 1674. Retablo de la Virgen de la Salud, iglesia de San Isidoro. Sevilla.[32]
- 1674. San Hermenegildo y san Fernando, iglesia de San Ildefonso. Sevilla.[29][32]
- 1675. Jesús atado a la columna, iglesia de Santiago. Lucena, provincia de Córdoba.[22]
- 1675-1681. Relieve de la Huida a Egipto y esculturas de los cuatro evangelistas, cuatro doctores de la Iglesia y san Fernando para la fachada de la catedral de Jaén.[25][32]
- 1676. Relieves de la iglesia del Sagrario del monasterio de la Cartuja de Sevilla.[32]
- 1676. Crucificado del monasterio de la Cartuja de Jerez de la Frontera. Desaparecido.[32]
- 1662. San Juan Evangelista. Colegiata del Puerto de Santa María, provincia de Cádiz.[32]
- 1677. Relieves del paso de las Tres Necesidades, capilla de la Carretería. Sevilla. Desaparecido.[32]
- 1678-1680. Esculturas de san Pedro y san Pablo y retablo mayor de la iglesia parroquial de Villamartín, provincia de Cádiz.[25][32]
- 1679. Esculturas de la capilla de don Pedro de Paiba. Iglesia de Santo Ángel. Sevilla. Desaparecidas.[32]
- 1679-1680. Inmaculada Concepción, iglesia de Nuestra Señora de Gracia. Córdoba.[29][27][33]
- 1680. Esculturas del retablo mayor de la iglesia del convento de Santa Isabel. Córdoba.[32]
- 1680. Nuestra Señora de la Fe de la Iglesia de Santa Bárbara. Hermandad de Jesús Sin Soga.Écija, provincia de Sevilla.[25]
- 1680. Cristo de la Expiración de la iglesia de Santiago. Écija, provincia de Sevilla.[25]
- 1680. Jesús abrazado a la cruz, iglesia de Santa Cruz. Écija, provincia de Sevilla.[25]
- 1681. Crucificado de la sacristía de la iglesia de San Juan Bautista. Écija, provincia de Sevilla.[32]
- 1682. Relieves para el retablo mayor de la iglesia de Santa Isabel. Córdoba.[32]
- 1683. Virgen del Rosario, portada del convento de Madres Dominicas. Úbeda, provincia de Jaén.[32]
- 1683-1684. Relieves del paso del Cristo de la Exaltación. Sevilla.[34]
- 1685. Jesús Nazareno, iglesia de Nuestra Señora de la O. Sevilla.[25][32]
- 1686. Esculturas del retablo lateral de la capilla de los Vizcaínos de la iglesia de San Francisco. Sevilla. Desaparecido.[32]
- 1687. Ecce Homo y cuatro niños, iglesia de Santa Ana. Sevilla. Desaparecido.[32]
- 1687. Diseño de las esculturas de san Germán y san Servando, catedral de Cádiz.[32]
- 1687. Virgen de Gracia, iglesia de Omnium Sanctorum. Sevilla. Desaparecida.[32]
- 1688. Cristo de la Coronación, iglesia de la Anunciación. Sevilla.[32]
- 1689. Cristo atado a la columna. Parroquia de San Juan Bautista, Villa de La Orotava, Tenerife (1689).[25][32]
- 1690. Veinticuatro columnas de mármol, iglesia del Buen Suceso. Sevilla.[32]
- 1690-191. Retablo mayor de la iglesia de Santa María de Jesús. Sevilla.[32]
- 1694. Esculturas para la iglesia de San Felipe Neri. En la actualidad están en la iglesia de San Alberto. Sevilla.[32]
- 1695. Retablo y Virgen de los Reyes, iglesia del Omnium Sanctorum. Sevilla. Desaparecidos.
- 1696-1697. Jesús del Silencio, iglesia de San Juan de Palma. Titular de la Hermandad de la Amargura. Sevilla.[22]
- 1698. San Pedro y san Fernando sedentes, hospital de los Venerables. Sevilla.[25][32]
- 1698-1699. Retablo mayor de la iglesia del convento de Santa Isabel. Écija, provincia de Sevilla.[32]

## Principales obras atribuidas

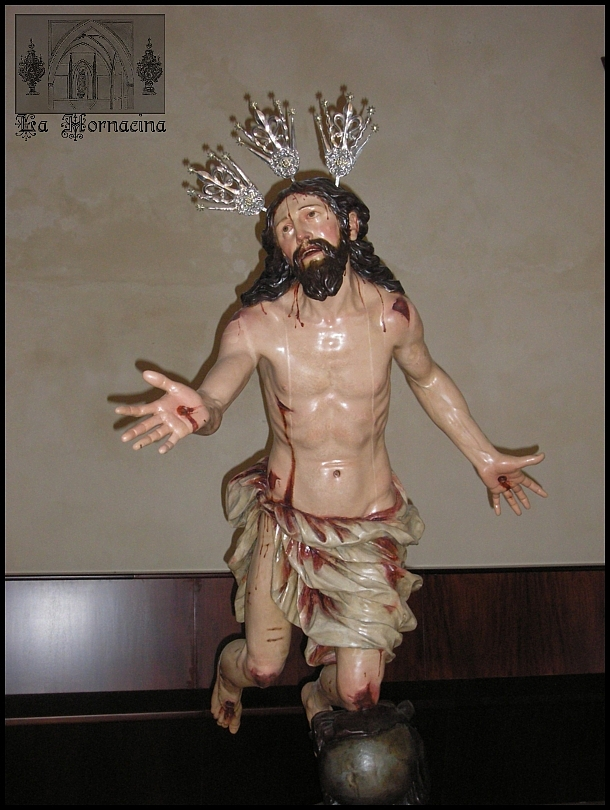
Cristo del Perdón. Iglesia de Santa María, Medina-Sidonia.

- San Agustín, convento de Jesús Nazareno. Chiclana de la Frontera.
- Arcángel San Miguel, iglesia de San Antonio Abad. Sevilla.[35]
- Arcángel San Miguel, colegiata del Puerto de Santa María, provincia de Cádiz.[35]
- Inmaculada, iglesia del Sagrario. Sevilla.[35]
- Crucificado para el monasterio de la Cartuja de Sevilla.[35]
- Crucificado, monasterio de San Isidoro del Campo. Santiponce, provincia de Sevilla.[35]
- Crucificado, oratorio Escuela de Cristo. Sevilla.[35]
- San Juan Evangelista, iglesia de San Andrés. Sevilla.[35]
- Relieve de la Sagrada Familia, convento de San Agustín. Medina-Sidonia, provincia de Cádiz.[35]
- Virgen de la Palma y María Magdalena, iglesia de San Antonio de Padua. Son titulares de la Hermandad del Buen Fin. Sevilla.[36]
- San Juan Evangelista, iglesia de San Martín. Titular de la Hermandad de la Lanzada. Sevilla.[36]
- Relieve de las Ánimas del Purgatorio, iglesia de San Lucas. Jerez de la Frontera, provincia de Cádiz.
- Relieve de San Miguel y las Ánimas del Purgatorio, iglesia de San Agustín. Arcos de la Frontera, provincia de Cádiz.[36]
- Cristo de la Salud, iglesia de San Bernardo. Sevilla.[36]
- Cristo de la Salud, iglesia de San Gil. Écija, provincia de Sevilla.[36]
- San José, colegiata de Olivares, provincia de Sevilla.[36]
- C. 1680. Cristo del Perdón, iglesia de Santa María. Medina-Sidonia, provincia de Cádiz.[36][22]
- C. 1687. Cristo de la Exaltación, Iglesia de Santa Catalina. Titular de la Hermandad de la Exaltación. Sevilla.[37]
- 1690. Nacimiento de la Virgen y efigies de bulto redondo de san Francisco de Asís, santa Clara, santa Catalina, san Miguel y los Santos Juanes. Monasterio de Santa María de Jesús. Sevilla.[35][22]
- 1675-1680. Jesús de la Oración en el Huerto y ángel, capilla de Monte-Sion. Realizó también a los apóstoles, aunque los originales han desaparecido. Este Jesús está inspirado en el de la Hermandad de la Estrella labrado por José de Arce en 1655. Son titulares de la Hermandad de Monte-Sion. Sevilla.[22]

## Obras realizadas por su taller (sin Pedro Roldán)
- C.1670. Nuestro Padre Jesús de la Humildad y Paciencia. Titular de la Hermandad de la Soledad Coronada. Badajoz.[38]
- C.1700. Jesús de las Penas, iglesia de San Vicente. Estuvo en el convento Casa Grande del Carmen. Atribución. Titular de la Hermandad de las Penas. Sevilla.[39][22]
- 1700. Finalización del retablo mayor de la iglesia del convento de Santa Isabel. Écija, provincia de Sevilla.[32]
- 1701. Crucificado, Jesús atado a la columna y Jesús Nazareno para el convento de Santa Isabel. Écija, provincia de Sevilla.[32]
- 1701. Retablo de la Virgen del Rosario, Iglesia de San Juan de la Palma. Sevilla. Desaparecido.[40]
- C.1702. San Fernando para el monasterio de San Clemente. Sevilla.[40]
- 1704. Cuatro ángeles, san Juan y la Virgen para el retablo mayor de la iglesia de San Vicente. Sevilla.[40]
- 1709-1710. Cristo de la Humildad y Paciencia, iglesia de San Juan de Dios. Constantina, provincia de Sevilla.[40]
- 1709-1710. Jesús de los Remedios, iglesia de Santiago el Mayor. Castilleja de la Cuesta, porovincia de Sevilla.[40]

## Galería

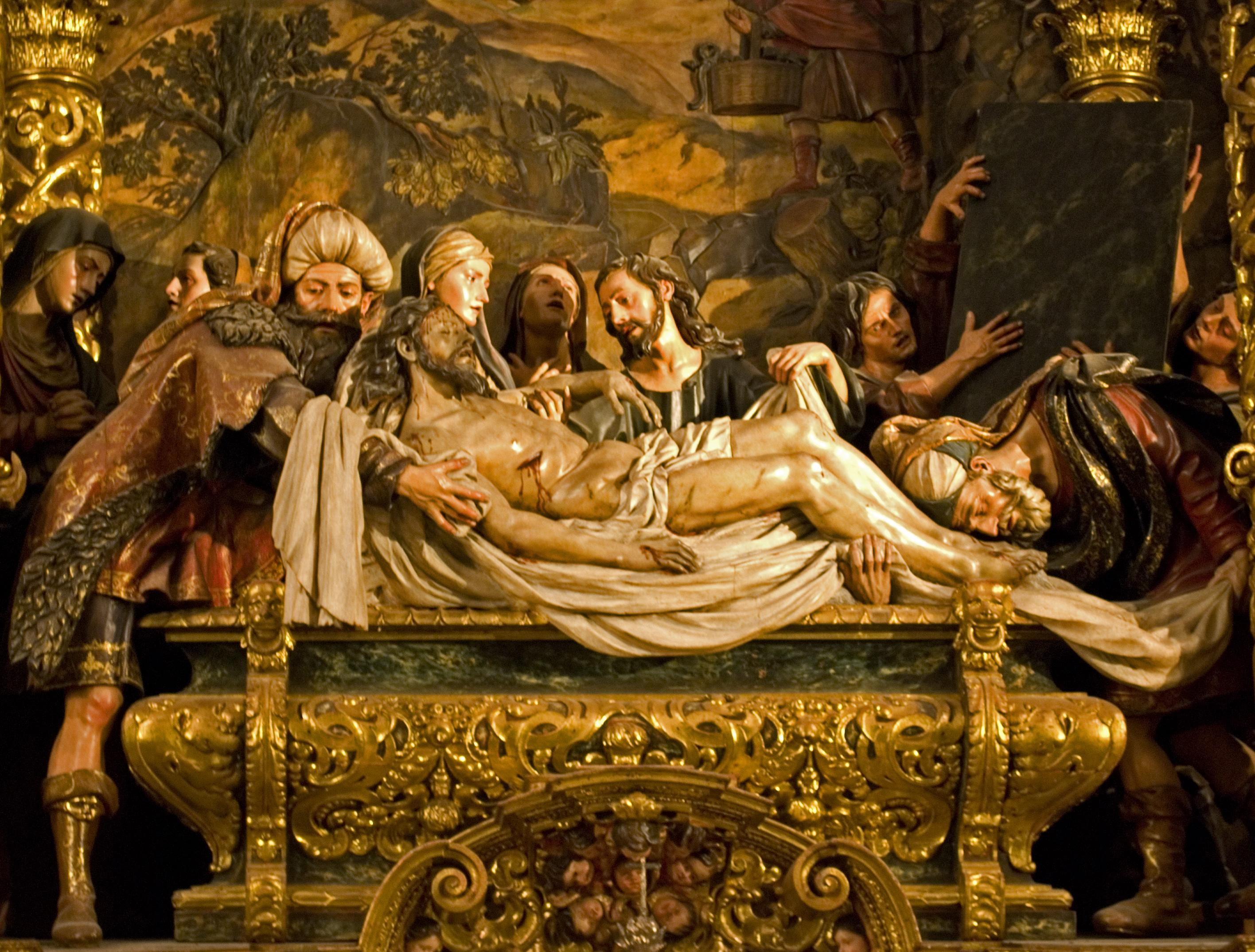
Santo Entierro. Iglesia de San Jorge, aneja al hospital de la Caridad, Sevilla.
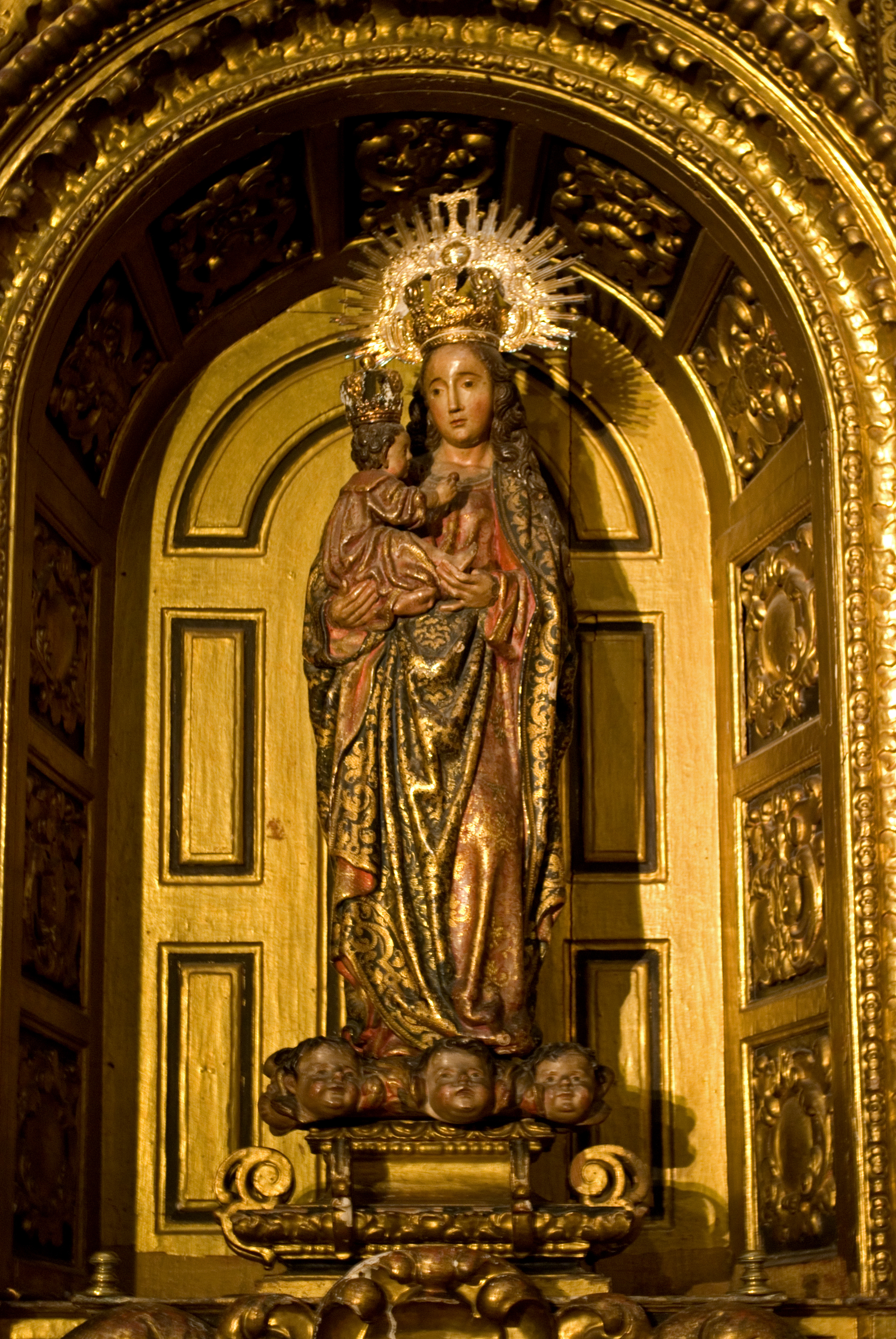
Virgen de la Caridad. Iglesia de San Jorge.
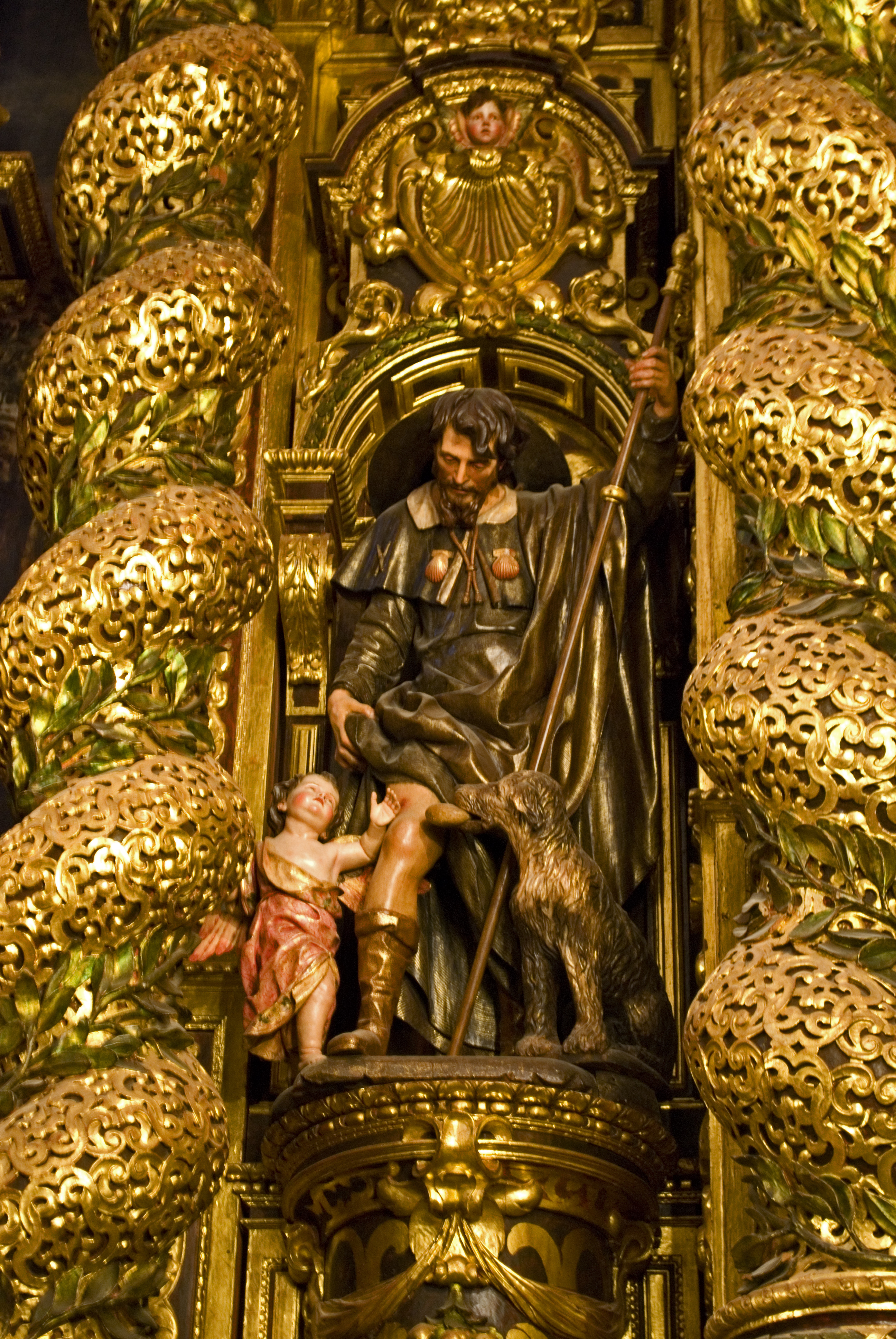
San Roque. Iglesia de San Jorge.
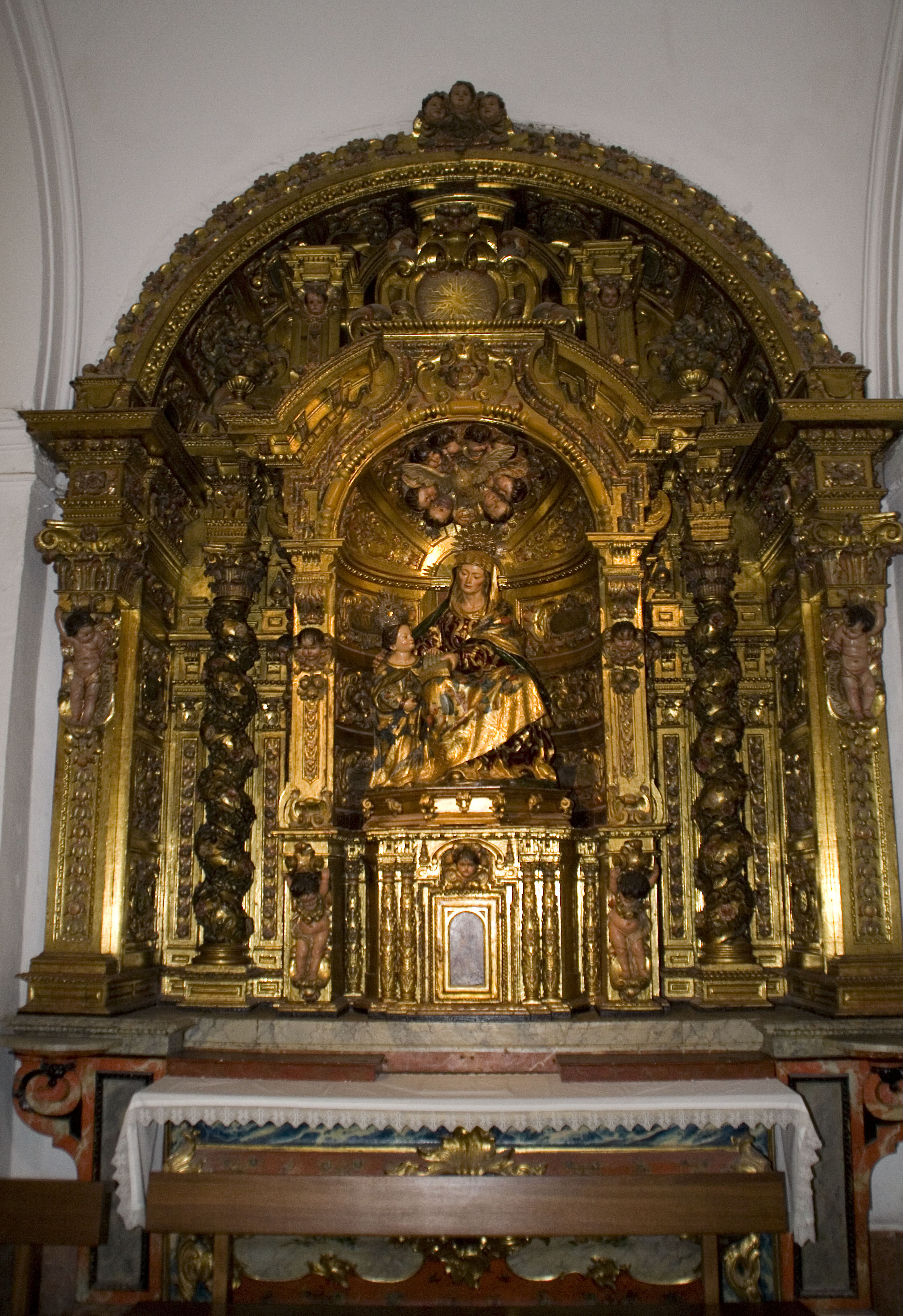
Santa Ana enseñando a la Virgen. Iglesia de Santa Cruz, Sevilla.
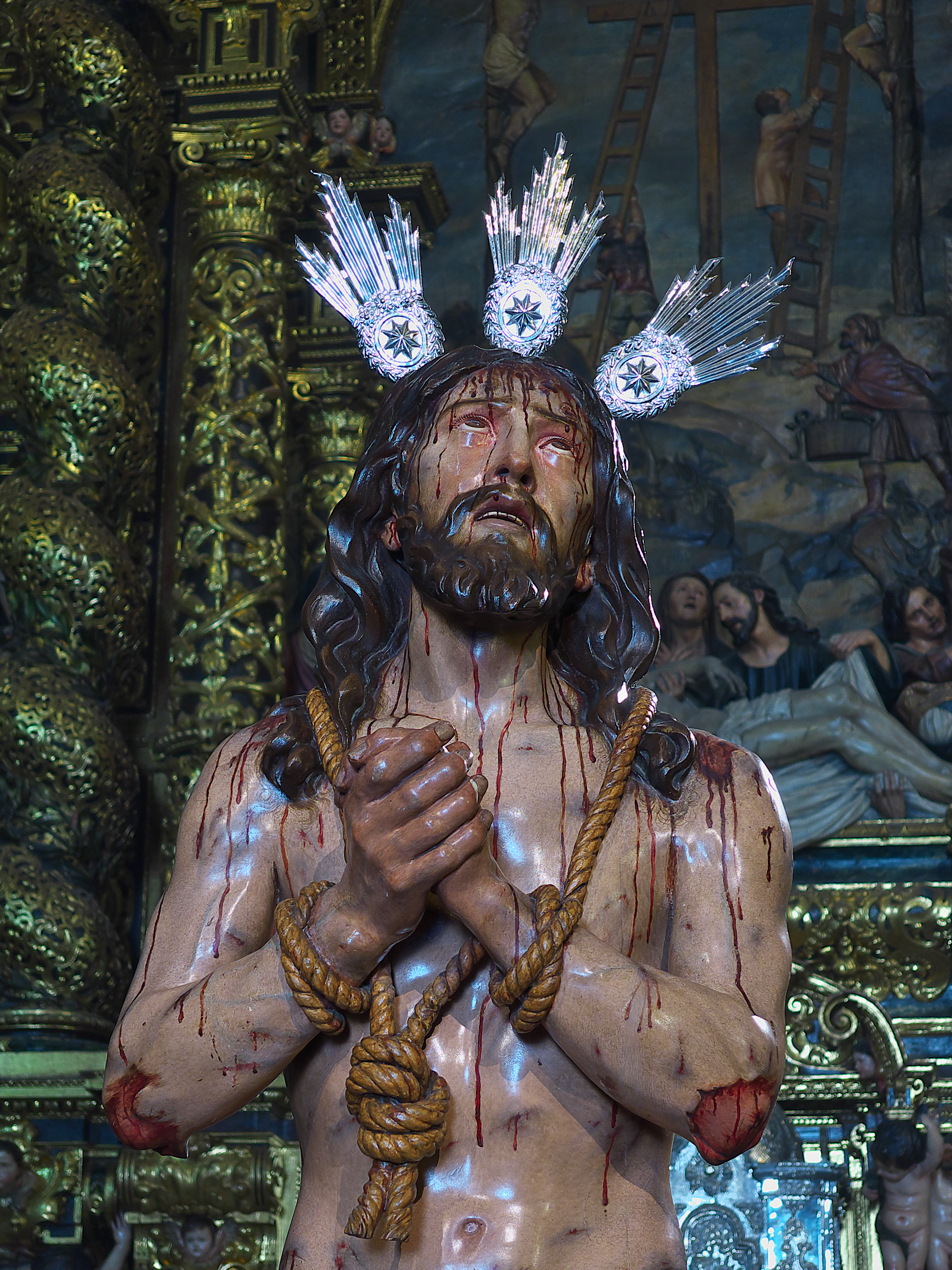
Cristo de la Caridad, Iglesia de San Jorge.